# Гусев, Иван Степанович (государственный деятель)
Гу́сев Иван Степанович (4 октября 1930, Аимково, Нижегородский край — 16 апреля 1988, Йошкар-Ола) — советский партийный и государственный деятель, первый секретарь Марийского обкома КПСС в 1979—1981 годах.

## Биография
Родился в семье крестьян-середняков. В 1948 году окончил педагогическое училище в Мари-Биляморе, в 1960 году — Казанскую ВПШ.
Член ВКП(б) с 1951 года.
В 1953—1956 годы — первый секретарь Мари-Турекского райкома ВЛКСМ. С 1960 года работает в Оршанском райкоме КПСС заведующим отделом, секретарём. С 1962 году стал первым секретарём.
С 1962 года стал секретарём парткома колхозно-совхозного управления Мари-Турекского района, в 1965—1968 занимал должность первого секретаря райкома КПСС.
С 1968 перешёл в Марийский обком КПСС вторым секретарём, с 5 сентября 1979 года по 16 января 1981 года — первый секретарь обкома.
Являлся депутатом Верховного Совета Марийской АССР шестого (22 марта 1963 — 31 марта 1967), седьмого (31 марта 1967 — 5 июля 1971) и десятого (20 марта 1980 — 21 марта 1985) созывов. В 1971—1985 годах — депутат Верховного совета РСФСР.
Делегат 24, 25 съездов КПСС (1971, 1976).

## Награды
- Орден Трудового Красного Знамени (1965, 1971, 1976).
- Орден Октябрьской Революции (1980).